# Zalarnaca kerinci
Zalarnaca kerinci är en insektsart som beskrevs av Andrej Vasiljevitj Gorochov 2008. Zalarnaca kerinci ingår i släktet Zalarnaca och familjen Gryllacrididae. Inga underarter finns listade i Catalogue of Life.